# Stenaria umbratilis
Stenaria umbratilis är en måreväxtart som först beskrevs av Benjamin Lincoln Robinson, och fick sitt nu gällande namn av Edward Everett Terrell. Stenaria umbratilis ingår i släktet Stenaria och familjen måreväxter.

## Underarter
Arten delas in i följande underarter:
- S. u. brevipedicellata
- S. u. umbratilis